# Jos Boomkamp
Jos Boomkamp  (Hengelo, 7 januari 1953 - Fresselines (Frankrijk), 3 juli 2011) was een Nederlands kunstschilder. In 1982 won hij de Koninklijke Subsidie.

## Leven en werk
Boomkamp studeerde van 1972 tot 1978 aan de AKI in Enschede. Zijn docenten waren Hans Ebeling Koning, Reinier Lucassen, Alphons Freymuth en Jan Roeland. 
Hij studeerde van 1978 tot 1980 aan de Rijksakademie in Amsterdam. Hij werd daar opgeleid door Sipke Huismans en Pieter Holstein. Tussen beide studies verbleef hij een jaar in Stockholm. 
In 2004 vestigde hij zich in Frankrijk. Naast abstracte schilderijen ontwierp hij ook meubels.
In 2012 was er in Enschede een postume expositie van zijn werk te zien in kunstruimte Villa De Bank, waarvan hij in 1985 medeoprichter was geweest. Bij deze expositie verscheen een overzicht van zijn werk in boekvorm. De expositie werd geopend met een openingswoord door Sipke Huismans, graficus en voormalig directeur van de AKI. 